# Elamština
Elamština je jeden z mrtvých jazyků Blízkého východu, který byl úředním jazykem Elamské říše a od 6. století i Achaimenovské říše. Společně se starou perštinou a babylonštinou ji lze nalézt na achaimenovských kamenných reliéfech v Bísotúnu, Gandž Náme a Persepoli. Poslední památky s výskytem elamštiny se objevily po dobytí perské říše Alexandrem Velikým.

## Elamské písemné památky
Nejstarší elamské epigrafické památky lze najít v Súsách. Tento jazyk nazýváme proto-elamštinou a její písmo je tvořeno více než 1000 znaky, z nichž většina jsou ideogramy. Později, v době vlády Akkadských vládců, začali písaři používat nový druh písma odvozený od sumerského písma. Tento druh písma se však používal pouze 250 let.
Mezi lety 2500–331 př. n. l. se začalo pro zápis elamštiny akkadského klínového písma, který se skládal ze 130 znaků.

## Příklady

### Číslovky
| Elamsky | Česky |
| kiir    | jeden |
| mair    | dva   |
| zíti    | tři   |

## Vzorový text
u Darīamauiš eššana eššanaipinna eššana
Baršipikka eššana dāuišbena Mīšdāšba šākri
Iršama rūḫḫušākri Ḫakamannušīa.
āk Darīamauiš eššana nānri u addada Mīšdāšba
āk Mīšdāšba atteri Iršaumma āk Iršaumma atteri
Ḫarrīaraumna āk Ḫarrīaraumna atteri Zīšpiš
āk Zīšpiš atteri Ḫākamannuiš.